# Disponível (canção)
"Disponível"  é uma canção da cantora brasileira Lexa, lançada como o terceiro single do seu álbum de estreia, Disponível (2015). 

## Videoclipe
O clipe mostra Lexa em três momentos: num vestido preto longo, em um look branco com maquiagem gráfica e sensual num body colorido decotado. O vídeo termina com Lexa e sua banda atrás tocando na chuva. O videoclipe foi inspirado pelos clipes "Heart Attack" e "Don't Forget" da cantora norte-americana Demi Lovato, de quem Lexa é fã assumida.

## Faixas e formatos
| Download digital |              |                |         |  |
| N.º              | Título       | Compositor(es) | Duração |  |
| 1.               | "Disponível" | Lexa           | 3:38    |  |